# Effektgerät (Musik)
Ein Effektgerät ist in der Musik ein Gerät bzw. Plug-in zur Veränderung eines Audio-Signals. Dieses kann mechanisch, elektronisch, digital oder in jeweiliger Kombination erfolgen. Auch konventionellen Instrumenten werden mittels geeigneter Geräte zusätzliche Effekte hinzugefügt.

## Effektgeräte
Nicht immer lässt sich ein Effektgerät eindeutig einer bestimmten Gruppe zuordnen, da oft verschiedene physikalische Effekte kombiniert werden, um den gewünschten Effekt zu erreichen.

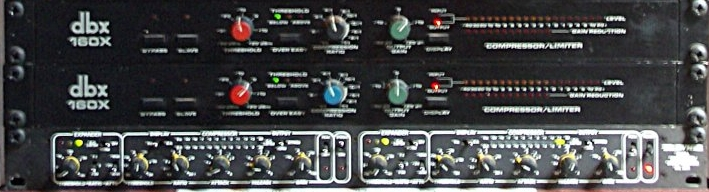
Drei Kompressoren: Oben zwei einkanalige (Mono-)Kompressoren, unten ein zweikanaliger bzw. Stereo-Kompressor

### Pegelorientierte Effektgeräte
Pegelorientierte Effektgeräte sind in der Regel Dynamikprozessoren. Sie nutzen den Pegel als Steuersignal. Am häufigsten verwendet werden der Kompressor, der Limiter und das Gate. Darüber hinaus existieren noch weitere pegelorientierte Effekte, wie beispielsweise der Chopper, Tremolo und der Transientendesigner. Auch Effekte wie das getriggerte Überblenden der Signalquelle auf verschiedene Ausgangskanäle (Pan Flip, Ducking) sind pegelorientiert.

### Klangspektrum ändernde Effektgeräte
Diese Effektgeräte sind elektrisch betrachtet Filter. Dabei lässt sich der Frequenzgang einstellen, wodurch direkt das Frequenzspektrum des Signals verändert wird und man von einer linearen Verzerrung spricht. So ist die einfachste Variante der Klangregler. Höhen liegen im Frequenzbereich über ca. 3 kHz, Tiefen oder Bässe unter ca. 400 Hz und die Mitten liegen dazwischen. Die Verstärkung dieser Bereiche kann eingestellt werden. Bei mehr als 2 Bereichen spricht man schon vom Equalizer.  Beim  Wah-Wah Pedal wird die Mittenfrequenz einer Resonanz verändert. Hintereinander geschaltete Geräte mit linearer Verzerrung sind untereinander austauschbar, d. h. die Reihenfolge der Geräte oder Plugins hat keinen Einfluss auf den Klang, was auch für Verzögerungszeitorientierte Effektgeräte gilt.

### Frequenz ändernde Effektgeräte
Diese Effektgeräte verändern die Frequenzlage des Signals.  Zu diesen Effektgeräten gehören Pitch shifter, Harmonizer (gelegentlich auch in formantkontrollierbarer Form),  Vocoder (Talkbox), und automatische Tonhöhenkorrektur bzw. Intonator.

### Verzerrende Effektgeräte
Verzerrende Effekte sind einerseits die Verzerrer Distortion, Fuzz oder Overdrive, die dem Signal durch gezielte Übersteuerung einen von verzerrten Rock-Gitarren bekannten Klang verleihen. Andererseits zählen dazu der Rectifier (nicht zu verwechseln mit Gleichrichter), der Enhancer oder der Exciter. Siehe auch: Bitcrusher. 

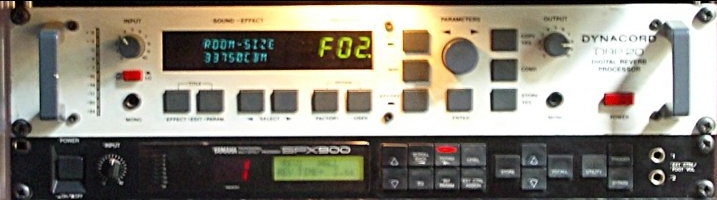
Zwei Hallgeräte: Oben Dynacord DRP 20, unten Yamaha SPX 900

### Verzögerungszeitorientierte Effektgeräte
Bei dieser Art von Effektgeräten wird die Veränderung des Klanges durch das Mischen des Originalsignals mit einem verzögerten Double erzeugt, was je nach Konstruktion zu Kammfiltereffekten führen kann. Die typischen verzögerungszeitorientierten Effektgeräte sind der Reverb (Hall), das Delay bzw. Echo, der Chorus, Vibrato, Phaser und der Flanger.

### Zeitorientierte Effektgeräte
Bei den zeitorientierten Effektgeräten finden sich die Time Shifter. Eine weitere Gruppe bilden samplebasierte Effektgeräte, für die es keine generalisierten Bezeichnungen gibt. Derartige Geräte sampeln (speichern) das Eingangssignal meistens zur Laufzeit und geben mehr oder minder veränderte Zeitsegmente aus ihm wieder, die ineinander übergeblendet werden.

## Saiteninstrumente

### E-Gitarre, E-Violine

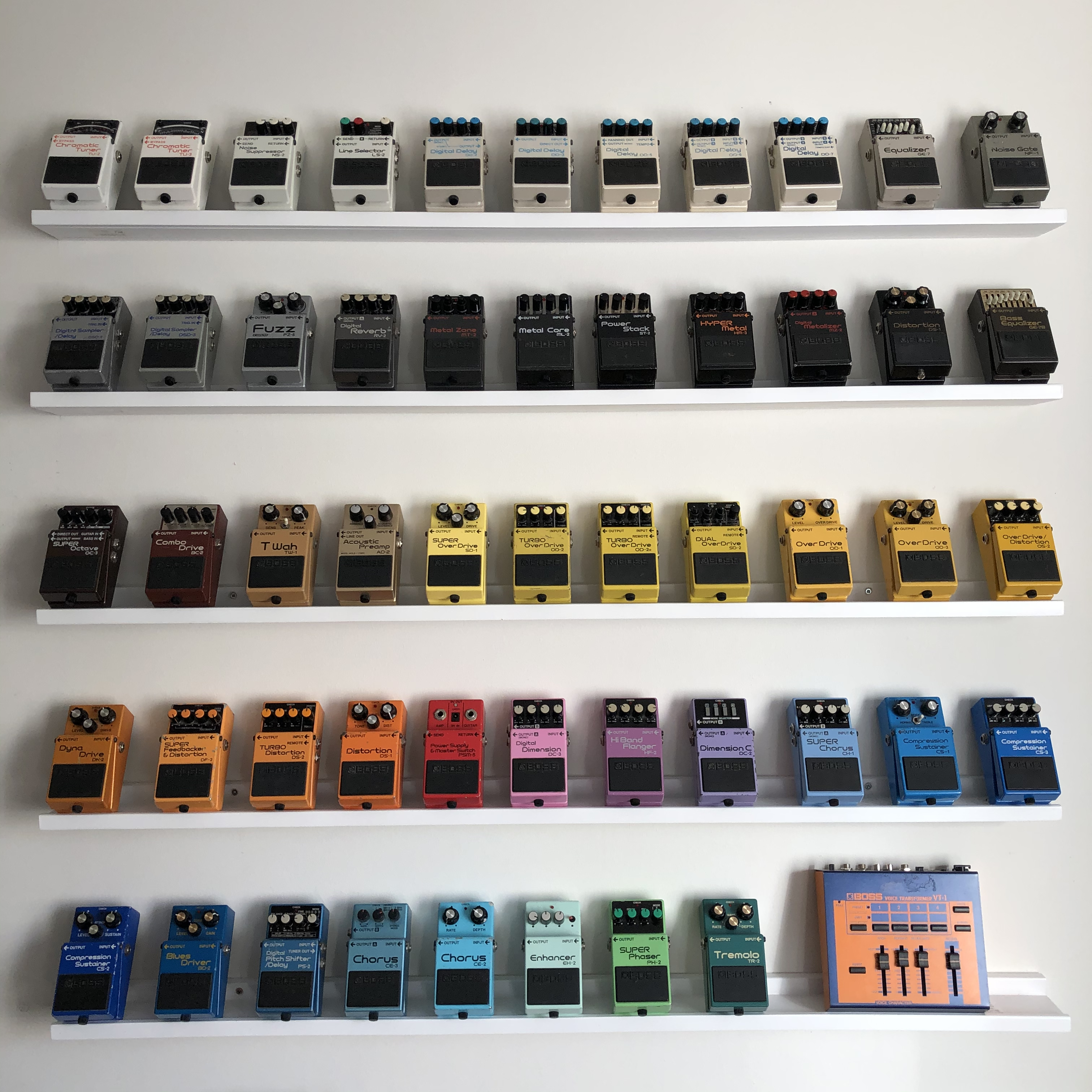
BOSS Effektpedale

Gitarreneffektgeräte werden meistens während des Spiels (auch live) vom Gitarristen selbst bedient. Sie sind deshalb mit dem Fuß bedienbar und stehen auf dem Boden vor dem Gitarristen. Daher werden sie oft auch als „Boden-Effekte“, „Bodentreter“ oder ähnlich bezeichnet. Auch der Begriff „Tretmine“/„Tellermine“ ist üblich – das Arbiter Fuzz Face Fuzz erinnerte in den Sechzigern durch seine runde Bauform und den Fußtaster an eine Tellermine.
Der Begriff „Boden-Effekt“ wird auch für komplexe Multieffekte mit mehreren Fußschaltern gebraucht, wogegen „Bodentreter“ eher die einfacheren Geräte bezeichnet. Die Fußsteuerung ermöglicht je nach Gerät einfaches Zuschalten des Effekts oder eine kontinuierliche Steuerung mittels Pedalwippe; z. B. Wah-Wah.
Alternativ zu den Boden-Effekten gibt es 19"-Effekt-Prozessoren, die meistens eine Vielzahl von Effekten beinhalten (oder qualitativ hochwertigere) und durch den Gitarristen mittels MIDI-Pedalen gesteuert werden. Zunehmend finden sich aber auch diese Effekt-Prozessoren modifiziert als Boden-Effekte wieder.
Musikalische Effektgeräte werden häufig in der Audio-Bearbeitung angewendet. Gitarreneffekte werden speziell an die Bedürfnisse von Gitarristen und das typische Frequenzspektrum der Gitarre angepasst.

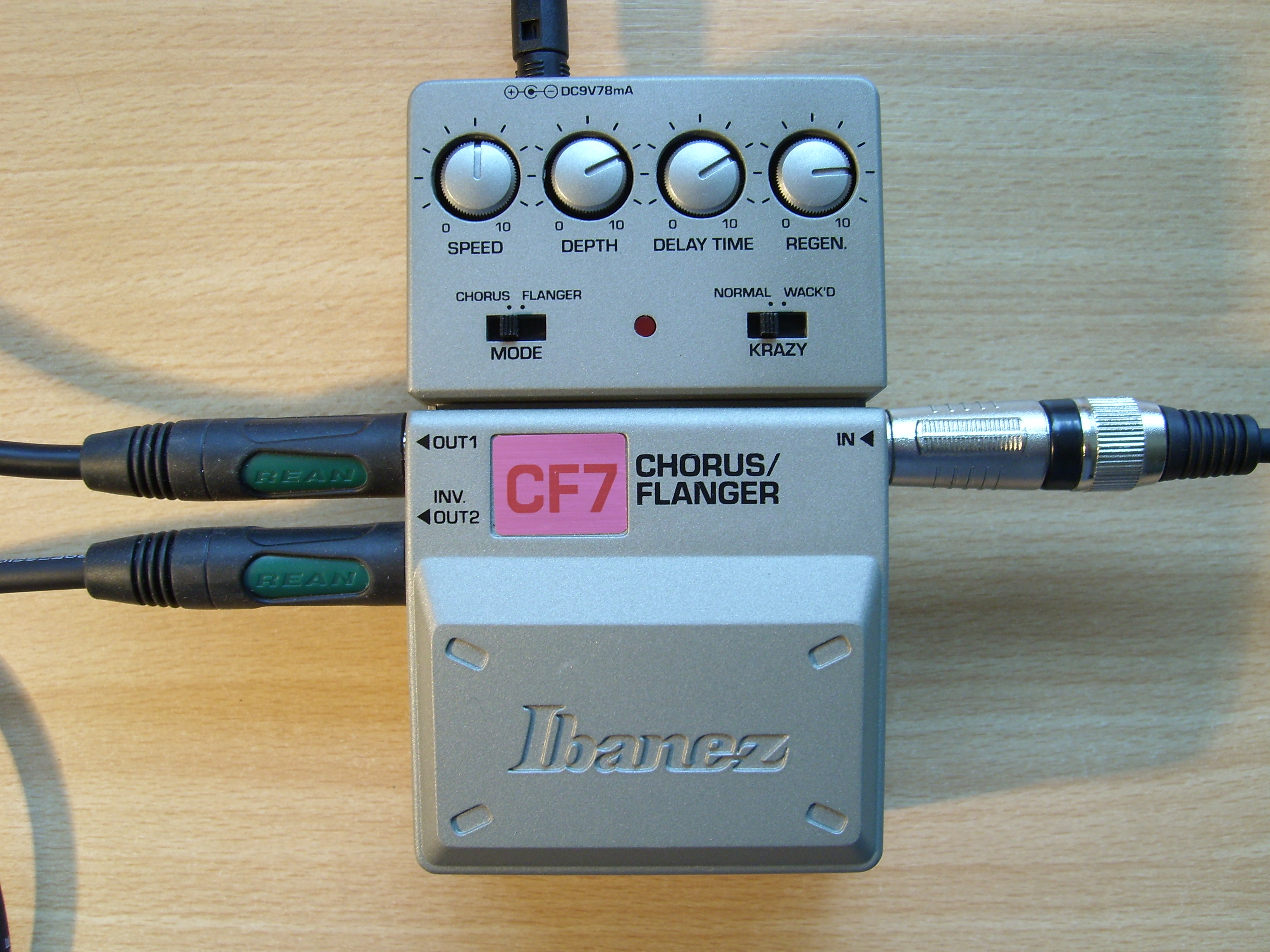
Ibanez CF7 Bodeneffektgerät Chorus/Flanger

### Effekte

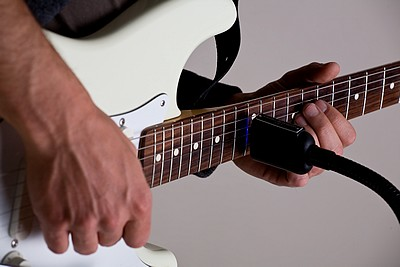
Sustainer/Feedbacker Vibesware Guitar Resonator GR-1

Typische Effektgeräte, die mit Gitarren benutzt werden, sind:
- Booster (Treble Booster) (zur Verstärkung des Signals)
- Chorus
- Delay, Echo
- Enhancer, Limiter
- Equalizer
- Flanger
- Kompressor
- Nachhall (Reverb)
- Octaver
- Phaser
- Pitch Shifter (Harmonizer)
- Tremolo, Vibrato
- Verzerrer (Distortion, Fuzz, Overdrive)
- Wah-Wah

speziellere Effektgeräte:

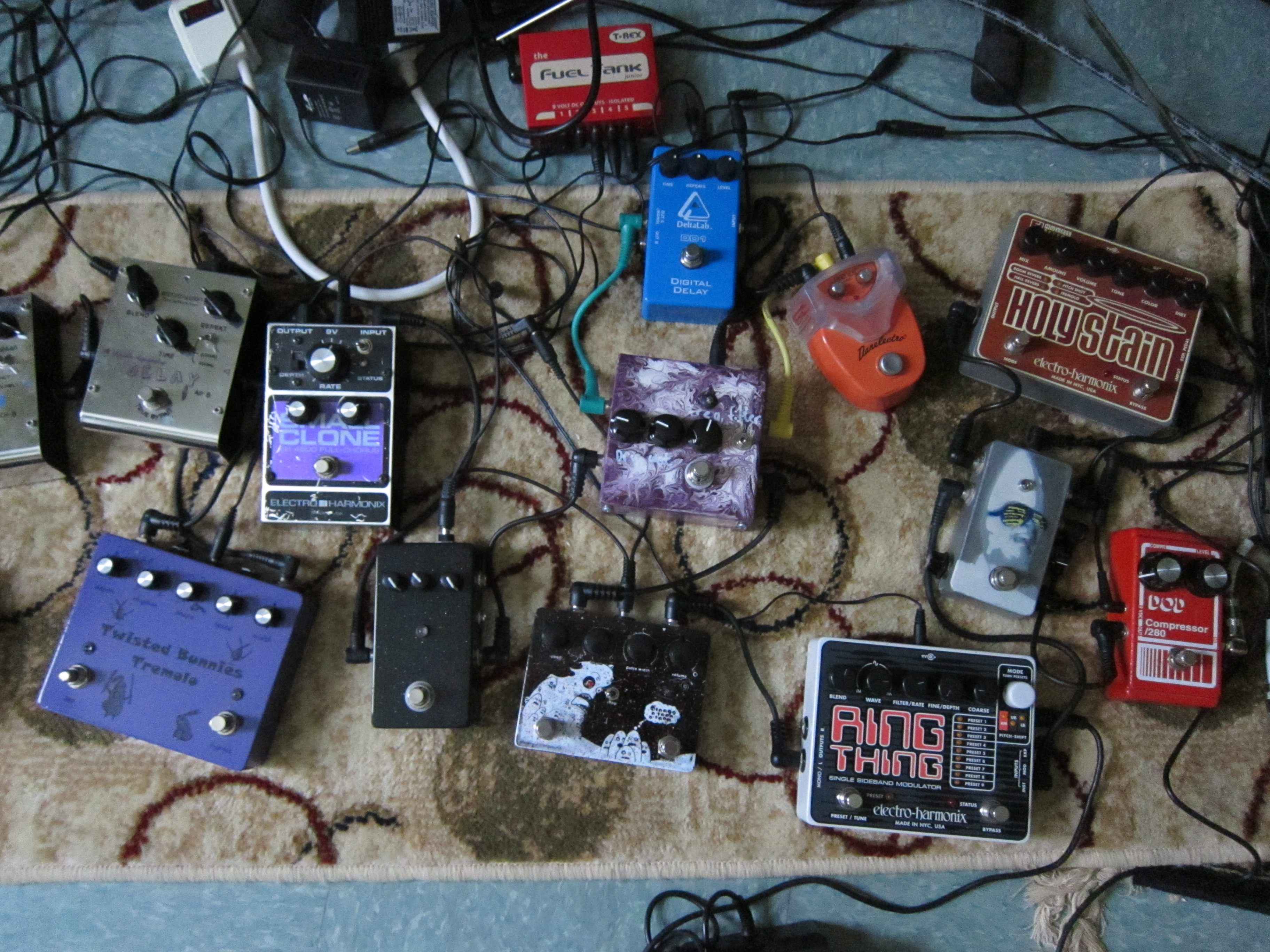
Old-School-Effektgeräteeinsatz

- „Envelope Filter“, „Synth Wah“, „Auto Wah“
- Looper (Sampler, Phrase Sampler)
- „Slow Gear“ bzw. „Slow Motion“ (anschwellen des Tones wie bei einem Streichinstrument)* „Sustainer/Feedbacker“ (Elektromagnetische Aktoren zur Schwingungsanregung der Gitarren-Saiten): E-Bow,  Fernandes Sustainer, Guitar Resonator
- Talkbox.

### Einschleifweg

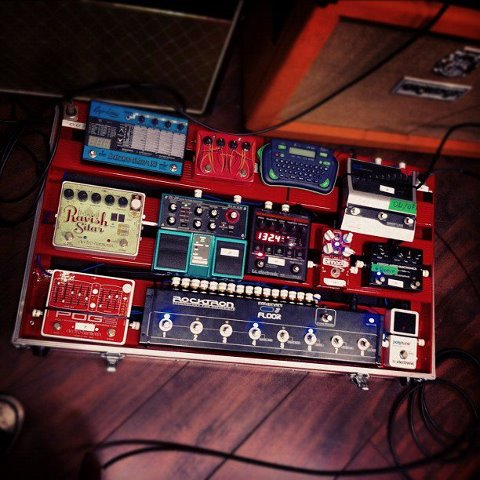
Vielseitiges Pedalboard

Um ein gewünschtes Klangbild zu erhalten, bedarf der Einsatz von Gitarreneffekten speziellen Anordnungen im Signalweg. So werden üblicherweise pegelverändernde Effekte wie Volumenpedal, Kompressor, Verzerrer und Wah-Wah zwischen Gitarre und Vorstufe geschaltet. Man erhält damit Einfluss auf das Übersteuerungsverhalten der Vorstufe. Lineare Effekte wie Hall, Modulationseffekte und Equalizer schaltet man in der Regel in den Einschleifweg, d. h. zwischen Vorstufe und Endstufe, damit diese nicht übersteuert werden. Individuell und je nach Gebrauch wird dieses auch anders gehandhabt. So kann zum Beispiel ein Equalizer vor die Vorstufe geschaltet werden, um explizit den Klang der Gitarre selbst zu verändern. Modulations- und Delay-Effekte in Bodentreterform sind in der Regel dafür ausgelegt, vor die Endstufe geschaltet zu werden. Zu dieser Anordnung bedarf es aber eines parallelen oder seriellen Einschleifweges am Gitarren-Amp selbst, der das interne Verstärkersignal zwischen Vor- und Endstufe über nach außen geführte Anschlüsse verfügbar macht. Eine serielle Einschleifmöglichkeit unterbricht den internen Signalweg und leitet das Signal durch den Effekt, während ein paralleles Einschleifen das stufenlose Hinzufügen des Effektes zum Verstärkersignal erlaubt.

### E-Bass, Cello
Effekte für E-Bässe unterscheiden sich kaum von denen der E-Gitarren. Jedoch sind sie oftmals speziell auf das tiefe Frequenzspektrum des E-Basses abgestimmt.

### Pedalboard
Mehrere Effektgeräte werden meist zu einem Pedalboard gruppiert, um die Auf- und Abbauzeiten zu verkürzen und die Übersicht bei der Bedienung zu erleichtern.

## Hammondorgel
Typisches Effektgerät für die Hammond-Orgel ist das Leslie-Lautsprecherkabinett.

## Blasinstrumente
Bei den Blechblasinstrumenten wie Trompete und Posaune werden, insbesondere im Jazz, Dämpfer zur Klangbeeinflussung und -formung verwendet, beispielsweise das Wah-Wah.

## Belege
1. ↑  Multieffektgeräte: Test & Vergleich 2020. Abgerufen am 30. Dezember 2020.